# Pattinaggio di velocità ai XXIV Giochi olimpici invernali - 500 m maschile
La gara dei 500 metri maschile di pattinaggio di velocità dei XXIV Giochi olimpici invernali di Pechino è stata disputata il 12 febbraio 2022 sulla pista del National Speed Skating Oval a partire dalle ore 16:53 (UTC+8). Vi hanno partecipato 30 atleti provenienti da 15 nazioni.
La competizione è stata vinta dal pattinatore cinese Gao Tingyu, mentre l'argento e il bronzo sono andati rispettivamente al sudcoreano Cha Min-kyu e al giapponese Wataru Morishige.

## Record
Prima della competizione il record del mondo e il record olimpico erano i seguenti:
| Record mondiale | 33"61 | Pavel Kuližnikov Russia              | 9 marzo 2019 Salt Lake City, Stati Uniti  |
| Record olimpico | 34"41 | Håvard Holmefjord Lorentzen Norvegia | 19 febbraio 2018 Gangneung, Corea del Sud |

Durante la competizione è stato battuto il seguente record:
| Data        | Evento      | Atleta     | Nazione | Tempo | Record          |
| ----------- | ----------- | ---------- | ------- | ----- | --------------- |
| 12 febbraio | Batteria 10 | Gao Tingyu | Cina    | 34"32 | Record olimpico |

## Risultati
| Pos.    | Batteria | Corsia | Atleta                      | Nazione       | Tempo  | Distacco | Note            |
| ------- | -------- | ------ | --------------------------- | ------------- | ------ | -------- | --------------- |
| Oro     | 7        | I      | Gao Tingyu                  | Cina          | 34"32  | -        | Record olimpico |
| Argento | 10       | O      | Cha Min-kyu                 | Corea del Sud | 34"39  | +0"07    |                 |
| Bronzo  | 14       | O      | Wataru Morishige            | Giappone      | 34"49  | +0"17    |                 |
| 4       | 15       | I      | Laurent Dubreuil            | Canada        | 34"522 | +0"20    |                 |
| 5       | 12       | O      | Piotr Michalski             | Polonia       | 34"524 | +0"20    |                 |
| 6       | 11       | I      | Kim Jun-ho                  | Corea del Sud | 34"54  | +0"22    |                 |
| 7       | 13       | O      | Artem Arefyev               | ROC           | 34"56  | +0"24    |                 |
| 8       | 13       | I      | Yuma Murakami               | Giappone      | 34"57  | +0"25    |                 |
| 9       | 14       | I      | Viktor Mushtakov            | ROC           | 34"60  | +0"28    |                 |
| 10      | 9        | I      | Ruslan Murašov              | ROC           | 34"63  | +0"31    |                 |
| 11      | 7        | O      | Damian Żurek                | Polonia       | 34"734 | +0"41    |                 |
| 12      | 8        | O      | Merijn Scheperkamp          | Paesi Bassi   | 34"736 | +0"41    |                 |
| 13      | 5        | O      | Jordan Stolz                | Stati Uniti   | 34"85  | +0"53    |                 |
| 14      | 9        | O      | Kai Verbij                  | Paesi Bassi   | 34"87  | +0"55    |                 |
| 15      | 11       | O      | Håvard Holmefjord Lorentzen | Norvegia      | 34"921 | +0"60    |                 |
| 16      | 10       | I      | Marek Kania                 | Polonia       | 34"928 | +0"60    |                 |
| 17      | 5        | I      | Bjørn Magnussen             | Norvegia      | 34"96  | +0"64    |                 |
| 18      | 3        | I      | Thomas Krol                 | Paesi Bassi   | 35"06  | +0"74    |                 |
| 19      | 3        | O      | Jeffrey Rosanelli           | Italia        | 35"08  | +0"76    |                 |
| 20      | 15       | O      | Tatsuya Shinhama            | Giappone      | 35"12  | +0"80    |                 |
| 21      | 4        | I      | Gilmore Junio               | Canada        | 35"162 | +0"84    |                 |
| 22      | 8        | I      | Yang Tao                    | Cina          | 35"162 | +0"84    |                 |
| 23      | 4        | O      | David Bosa                  | Italia        | 35"168 | +0"84    |                 |
| 24      | 6        | I      | Marten Liiv                 | Estonia       | 35"26  | +0"94    |                 |
| 25      | 2        | O      | Cornelius Kersten           | Gran Bretagna | 35"36  | +1"04    |                 |
| 26      | 6        | O      | Joel Dufter                 | Germania      | 35"37  | +1"05    |                 |
| 27      | 1        | O      | Austin Kleba                | Stati Uniti   | 35"41  | +1"08    |                 |
| 28      | 2        | I      | Ivan Arzhanikov             | Kazakistan    | 35"82  | +1"50    |                 |
| 29      | 1        | I      | Antoine Gélinas-Beaulieu    | Canada        | 35"84  | +1"52    |                 |
| 30      | 12       | I      | Ignat Golovatsiuk           | Bielorussia   | 37"05  | +2"73    |                 |